# Toquí de bigotis
El toquí de bigotis (Arremon crassirostris) és un ocell de la família dels passerèl·lids (Passerellidae). Anteriorment es classificava al gènere Lysurus.

## Distribució i hàbitat
Habita al sotabosc de boscos humits molt densos. També en sotaboscos densos a prop de cursos de rierols. Aquesta espècie es distribueix des del sud de Costa Rica i a través de Panamà fins a l'extrem nord-occidental de Colòmbia. Localment al Parc Nacional de los Katíos al nord del departament del Chocó.

## Descripció
Mesura de 15 a 17 cm i pesa de 37 a 40.5 g. És un ocell bastant groc amb el cap color òxid, els costats del cap i la gola gris negrós i bigoteres de color blanc. Les parts altes són de color verd oliva fosc amb les cobertores alars i caudals lleument cafès. Les parts baixes són principalment verd oliva amb el baix pit i el ventre grocs. L'iris dels ulls és color cafè fosc, la mandíbula superior grisa fosc i la mandíbula inferior groc pàl·lid o blanquinosa. Tots dos sexes són similars i els joves són principalment color cafè oliva per sobre amb el centre del ventre groc pàl·lid.

## Alimentació i reproducció
S'alimenta d'una gran varietat d'insectes, aranyes i fruits de tipus baia.
A Costa Rica es va trobar un niu al mes de maig, el qual tenia forma de dom amb entrada lateral construït amb molsa (Selaginella), fulles de falgueres i folrat amb fulles i arrels de bambú. Aquest niu estava ubicat a 1.5 m per sobre del terra sobre la branca d'una falguera amb una capa de molsa que s'estenia 67 cm per sota de l'estructura. La mida de la posta és de 2 ous, els quals són color ivori amb taques de color rosa-tint concentrades a l'extrem més ample.

## Comportament
S'alimenta o al terra o a prop. Pot ser observat a terra saltant o colpejant-lo amb les ales i la cua. De vegades segueix formigues legionàries.

## Taxonomia
Anteriorment ubicada al gènere Lysurus, va ser canviada al gènere actual amb base en dades moleculars, característiques del plomatge, cant, comportament i ús de microhàbitat. De vegades ha estat considerada coespecifica amb A. castaneiceps. S'ha proposat la subespècie A. c. eurous (descrita per al turó Tacarcuna a l'orient de Panamà) de coloració més pàl·lida i amb coroneta més fosca, però es coneix d'un sol espècimen i la seva realitat com a tàxon s'ha considerat insostenible.